# Peep Peterson

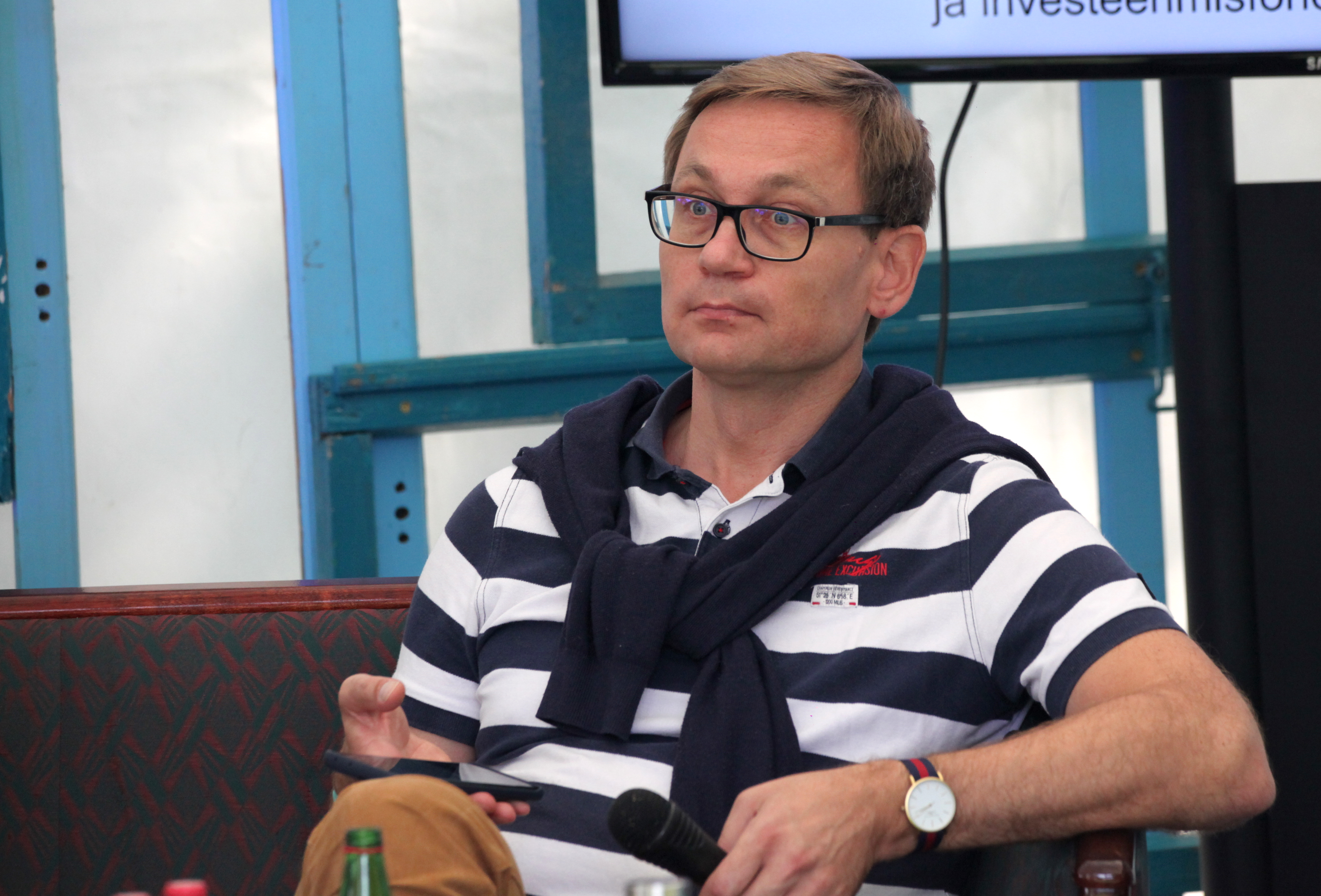
Peep Peterson (2021)

Peep Peterson (* 29. März 1975 in Tartu) ist ein estnischer Gewerkschafter und Politiker. Er gehört der Sozialdemokratischen Partei (Sotsiaaldemokraatlik Erakond – SDE) an. Vom 18. Juli 2022 bis 17. April 2023 war Peterson Minister für Gesundheit und Arbeit der Republik Estland in der zweiten Regierung von Ministerpräsidentin Kaja Kallas (Kabinett K. Kallas II).

## Gewerkschaft und Politik
Peep Peterson machte 1992 das Abitur in seiner Heimatstadt Tartu. Bereits mit der Wiedererlangung der estnischen Unabhängigkeit engagierte sich Peep Peterson politisch. Von 1992 bis 2013 und erneut ab 2019 gehört er den estnischen Sozialdemokraten an.
Peep Peterson machte sein Jura-Examen an der Wirtschaftshochschule in Tallinn (Tallinna Majanduskool). Darüber hinaus studierte er Rechtswissenschaft sowie Journalismus an der Universität Tartu. 1995 war Peterson zunächst bei einer Rechtsanwaltskanzlei beschäftigt, bevor er von 1996 bis 2000 bei die Tartuer Filiale der estnischen Transportarbeitergewerkschaft (Eesti Transpordi- ja Teetöötajate Ametiühing) leitete. Von 2000 bis 2003 arbeitete er für die sozialdemokratische Fraktion im estnischen Parlament (Riigikogu).
Von 2003 bis 2013 war Peterson Vorsitzender der Geschäftsführung der estnischen Transportarbeitergewerkschaft. Von 2013 bis 2022 war Peterson Vorsitzender des Estnischen Gewerkschaftsbundes (Eesti Ametiühingute Keskliidu). Von 2013 bis 2019 war er gleichzeitig stellvertretender Vorsitzender des Aufsichtsrates der estnischen Krankenkasse (Eesti Haigekassa) und von 2013 bis 2022 Aufsichtsratsvorsitzender der estnischen Arbeitslosenversicherung (Eesti Töötukassa).

## Privatleben
Peep Peterson ist geschieden. Er hat einen Sohn.